# 김각중
김각중(金珏中, 1925년 2월 26일 ~ 2012년 3월 17일)은 대한민국의 기업인이다. (주)경방 회장이자 전국경제인연합회 명예회장이었다.
2012년 3월 17일 노환으로 세상을 떠났다. 향년 88세

## 학력
- 중앙고등학교
- 1944년 연희전문학교 졸업
- 1956년 미국 켄터키주 베리어(Berea)대학 화학 학사
- 1959년 유타주립대학교 대학원 화학 석사
- 1964년 유타주립대학교대학원 이론화학 박사

## 경력
- 1965년 ~ 1971년 고려대학교 이공대학 화학과 교수[1]
- 1967년 ~ 대한화섬 상무이사
- 1974년 ~ 중앙염색가공 회장
- 1975년 ~ 경방 대표이사회장
- 1977년 ~ 경방기계공업 대표이사
- 1984년 ~ 제일은행 회장
- 1987년 ~ 전국경제인연합회 부회장
- 1999년 ~ 제26, 27대 전국경제인연합회 회장
- 2001년 ~ 국민경제자문회의 위원
- 2003년 ~ 전국경제인연합회 명예회장
- 2012년 3월 17일 별세

## 가족 관계
- 아버지: 김용완(金容完, 1904년 4월 9일 ~ 1996년 1월 17일) - 前 경방 명예회장, 전경련 회장
- 어머니: 김점효(金占效, 1900년 6월 1일 ~ 1995년) - 김성수의 동생
- 장인: 차준담
  - 아내: 차현영(車賢榮, 1937년 11월 27일 ~ )
    - 장남: 김준(金畯, 1963년 9월 19일 ~ ) - 현 경방 사장, 현 이매진 대표이사
    - 자부: 임진희 - 임창생(한국과학기술원 교수)의 딸
    - 차남: 김담(金潭, 1965년 4월 7일 ~ ) - 현 경방 부사장, 현 경방유통 부회장, 현 경방타임스퀘어 대표이사
    - 장녀: 김지영(金志泳, 1970년 6월 14일 ~)

  - 여동생: 김현중(金賢中, 1927년 1월 2일 ~ )
  - 매제: 이임성 - 삼성전자 초대 미주법인장
  - 여동생: 김인중(金仁中, 1930년 2월 26일 ~ ) - 前 세브란스병원 의사
  - 매제: 성주호(成周皓, 1927년 2월 18일 ~ ) - 前 연세대학교 의과대학 학장, 미네소타대학교 신경병리학과 명예교수
  - 여동생: 김봉애(金奉愛, 1938년 6월 13일 ~ )
  - 매제: 한만청(韓萬淸, 1934년 10월 29일 ~ ) - 前 서울대학교병원 병원장
  - 여동생: 김명애(金明愛, 1941년 6월 18일 ~ )
  - 매제: 이중홍(李中洪, 1941년 3월 25일 ~ ) - 前 경방 회장
- 외조부 : 김경중(金暻中, 1863년 ~ 1945년 4월 27일) - 가선대부, 진산군수
  - 외삼촌: 김성수(金性洙, 1891년 10월 11일 ~ 1955년 2월 18일) - 2대 대한민국 부통령, 동아일보 창설자
  - 외삼촌: 김연수(金秊洙, 1896년 8월 25일 ~ 1979년 12월 4일) - 삼양그룹 창설자

## 참고 자료
- 네이버 인물검색
- 전국경제인연합회 인물정보
- 한국의 명문가문 제 10편 "김성수가" 《서프라이즈》(2005.10.10.)
- 한국사회혼맥(네이버 카페)